# Jerzy Rymarczyk
Jerzy Rymarczyk (ur. 1950) – polski ekonomista, dr hab. nauk ekonomicznych, profesor zwyczajny i kierownik Katedry Makroekonomii Wydziału Ekonomii i Finansów Uniwersytetu Ekonomicznego we Wrocławiu.

## Życiorys
W 1972 ukończył studia w Wyższej Szkole Ekonomicznej we Wrocławiu. Obronił pracę doktorską, 27 września 1993 habilitował się na podstawie dorobku naukowego i pracy zatytułowanej Protekcjonizm w teorii ekonomii i w polityce handlowej Europejskiej Wspólnoty Gospodarczej. 21 listopada 1996 nadano mu tytuł profesora nauk ekonomicznych.
Został zatrudniony na stanowisku profesora nadzwyczajnego w Instytucie Studiów Międzynarodowych na Wydziale Nauk Społecznych Uniwersytetu Wrocławskiego, a także w Katedrze Międzynarodowych Stosunków Gospodarczych na Wydziale Studiów Międzynarodowych i Informatyki Społecznej Wyższej Szkole Przedsiębiorczości i Zarządzania w Łodzi.
Objął funkcję profesora zwyczajnego, a także kierownika w Katedrze Makroekonomii na Wydziale Ekonomii i Finansów Uniwersytetu Ekonomicznego we Wrocławiu.
Był dyrektorem w Instytucie Ekonomii na Wydziale Nauk Ekonomicznych Uniwersytetu Ekonomicznego we Wrocławiu.

## Publikacje
- 2005: Dostosowanie Polski do zagranicznej polityki gospodarczej Unii Europejskiej'[1].
- 2005: WTO - bilans dziesięciolecia[1].
- 2006: Działalność Światowej Organizacji Handlu – próba oceny[1].
- 2006: Liberalizacja handlu usługami. Czy GATS spełnia nadzieje?, [w:] Problemy regionalne i globalne we współczesnej gospodarce światowej[1].
- 2007: Pomoc rozwojowa dla krajów Trzeciego Świata, [w:] Integracja a globalizacja[1].